# Otto Backenköhler
Otto Backenköhler (* 1. Februar 1892 in Göttingen; † 5. Februar 1967 in Kiel) war ein deutscher Admiral im Zweiten Weltkrieg und Chef des Marinewaffenhauptamtes im Oberkommando der Marine.

## Leben
Backenköhler trat am 1. April 1910 als Seekadett in die Kaiserliche Marine ein, absolvierte seine Schiffsausbildung auf dem Großen Kreuzer Freya und kam zur weiteren Ausbildung am 1. April 1911 an die Marineschule Mürwik. Dort erhielt er seine Ernennung zum Fähnrich zur See am 15. April 1911, wurde ab dem 1. Oktober 1912 dem Linienschiff Westfalen zugeteilt und avancierte Ende September 1913 zum Leutnant zur See.
Bei Ausbruch des Ersten Weltkriegs versah er seinen Dienst an Bord, wurde am 17. Januar 1916 als Wachoffizier zur 9. Torpedoboots-Halbflottille versetzt und am 22. März 1916 zum Oberleutnant zur See befördert. Mit der anschließenden Versetzung zur 10. Torpedoboots-Halbflottille erhielt Backenköhler am 1. April 1918 sein erstes eigenes Kommando über G 8. In gleicher Funktion übernahm er am 13. Juli 1918 V 5. Kurz vor Kriegsende kam er am 27. Oktober 1918 zur 12. Torpedoboots-Halbflottille. Für sein Wirken während des Krieges hatte man ihn mit beiden Klassen des Eisernen Kreuzes ausgezeichnet.
Mit seiner Übernahme in die Reichsmarine wurde er am 1. Januar 1921 zum Kapitänleutnant befördert und der 7. Halbflottille zugeteilt. Bis September 1923 hatte er in der Folge das Kommando über den Tender M 138 sowie die Torpedoboote V 2 und T 196. Vom Oktober 1923 bis November 1924 wurde er in den Stab der Marineleitung kommandiert und ihm am 10. November 1924 das Kommando der 4. Torpedoboots-Halbflottille übergeben. Am 24. September 1926 wurde er von seinem Posten abberufen und als Stabsoffizier zum Flottenkommando versetzt. Korvettenkapitän (seit 1. Januar 1929) Backenköhler kam am 30. September 1929 zum Stab der Marinestation der Nordsee und ab 24. September 1931 als Erster Admiralstabsoffizier zum Befehlshaber der Aufklärungsstreitkräfte. Am 1. Oktober 1933 ernannte man Backenköhler zum Kommandeur der Torpedoschule und beförderte ihn am 1. September 1934 zum Fregattenkapitän.
Man übertrug ihm am 1. Oktober 1935 das Kommando über den Leichten Kreuzer Köln und beförderte ihn am 1. April 1936 zum Kapitän zur See. Als solcher trat er am 16. Oktober 1937 seine neue Stellung als Chef des Stabes des Flottenkommandos an. In gleicher Funktion wechselte er ein Jahr später in die Marinestation der Ostsee und war dort auch zu Beginn des Zweiten Weltkriegs tätig. Vom 24. Oktober 1939 bis 31. Juli 1940 führte der in der Zwischenzeit zum Konteradmiral beförderte Backenköhler (1. Januar) dann wieder den Stab des Flottenkommandos. Anschließend folgte die Versetzung als Chef des Amtes Torpedowaffen in das Marinewaffenhauptamt im Oberkommando der Marine und seine dortige Beförderung zum Vizeadmiral am 1. April 1942 sowie zum Admiral am 1. April 1943. Am 9. März 1943 hatte man ihn zum Chef des Marinewaffenhauptamtes ernannt, die er auch nach deren Umbenennung in Kriegsmarine-Rüstung bis über das Ende des Krieges hinaus führte. Backenköhler war am 7. August 1943 mit dem Deutschen Kreuz in Silber sowie am 3. Januar 1945 mit dem Ritterkreuz des Kriegsverdienstkreuzes mit Schwertern ausgezeichnet worden.
Am 15. Juli 1945 kam Backenköhler in britische Kriegsgefangenschaft, aus der er am 10. Dezember 1946 entlassen wurde.
Seine Schwester Margarete war mit dem Admiral Günther Lütjens verheiratet. Backenköhler ebenso wie seine Schwester Margarete galten als Halbjuden.

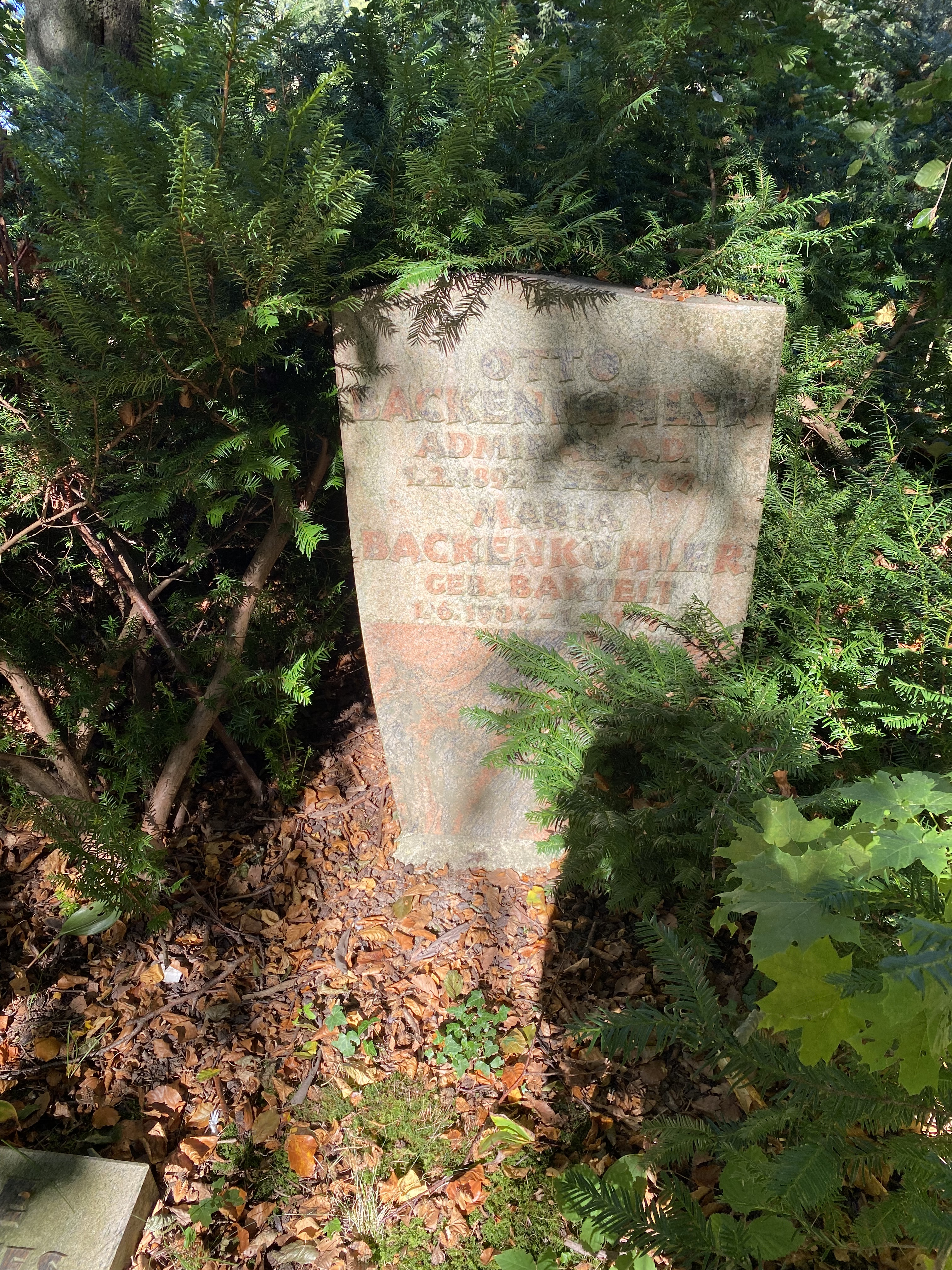
Grabstätte auf dem Friedhof Ohlsdorf

Otto Backenköhler starb 1967 wenige Tage nach Vollendung seines 75. Lebensjahres und wurde auf dem Hamburger Friedhof Ohlsdorf im Planquadrat AE 39 nordöstlich von Kapelle 9 beigesetzt.